# Necmettin Erbakan
Necmettin Erbakan (29. října 1926 Sinop – 27. února 2011 Çankaya) byl turecký politik, který v letech 1996 až 1997 zastával funkci předsedy vlády Turecka. Třikrát byl místopředsedou vlády (1974, 1975–1977, 1977–1978). Byl průkopníkem islamizace tureckého státu a je označován za prvního islamistického premiéra v historii Turecka. Jeho ideologie známá jako Millî Görüş (podle manifestu z roku 1969, jehož název by šel přeložit jako Národní názor) prosazovala rovněž spolupráci s muslimskými státy na úkor vazeb se západními a evropskými zeměmi. Jako premiér navrhl islámskou bezpečnostní organizaci, která by konkurovala NATO, stejně jako jednotnou islámskou měnu dinár. To znepokojilo armádu (tradičního strážce sekulárního charakteru Turecka), která zatlačila na jeho odchod z funkce (vojenské memorandum z roku 1997). Později mu turecký ústavní soud zakázal vstup do politiky za porušení odluky náboženství a státu, jež nařizuje ústava. Poté byl odsouzen ke dvěma letům a čtyřem měsícům domácího vězení za finanční machinace. Založil několik islamistických politických stran: Stranu národního pořádku (Millî Nizam Partisi), Stranu národní spásy (Millî Selâmet Partisi), Stranu blahobytu (Refah Partisi), Stranu ctnosti (Fazilet Partisi) a Stranu štěstí (Saadet Partisi). I po nuceném odchodu z politiky sloužil jako mentor dalších islamistických politiků, včetně Recepa Tayyipa Erdoğana, který se stal jeho hlavním následovníkem, a jemuž se podařilo změnit charakter tureckého státu způsobem, o němž snil Erbakan, a jehož se obával zakladatel moderního Turecka Kemal Ataturk.